# Tolmides
Tolmides, de zoon van Tomeaeus, was een Atheense generaal en admiraal tijdens de Eerste Peloponnesische Oorlog. Samen met Pericles en Myronides, domineerde hij het Atheense leger en het politieke leven van ongeveer 450 v.Chr. tot 445 v.Chr. Hij was een radicale democraat en dus een medestander van Pericles.
In 455 v.Chr. werd Tomides bevelhebber over een vloot van 4000 soldaten. Met dat leger moest hij de Peloponnesische kusten afvaren, en de Spartanen en hun bondgenoten overvallen. Tolmides belegerde de stad Methone in Messenië, maar werd gedwongen om terug te trekken door de aankomst van de Spartaanse troepen. Hij viel de belangrijke Spartaanse haven Gytheion binnen en liet de scheepskaden in brand steken. Hij viel ook het eiland Cythera aan.
Tolmides smeedde een alliantie met Zacynthus, een eiland in de Ionische Zee, en zeilde naar de Golf van Korinthe, waar hij de Korinthische kolonie Chalcis veroverde. Daarna belegerde hij Naupactus in Locris en plaatste hij daar vluchtelingen uit Messenië, in de overtuiging dat zij nog van pas konden komen op een voor Athene strategisch belangrijke locatie. Daarna voer hij naar Sicyon, waar hij een leger hoplieten versloeg.
Nog later maakte Tolmides van Euboea en Naxos Atheense militaire kolonies. In 447 v.Chr. vertrok hij met een leger van 1.000 Atheners en nog enkele troepen van bondgenoten, naar Boeotië. Zijn opdracht was om de opstanden die ontstonden tegen de Atheense overheersing, neer te slaan. Na de verovering van Chaeronea, stootte hij op een leger van Boeotiërs, Locriërs en Euboërs in Coronea. Tijdens de Slag bij Coronea kregen de Atheners een geweldige nederlaag te verduren.
Na de nederlaag bij Coronea, zaten nog een heleboel Atheense soldaten vast op Boeotisch grondgebied. Tolmides zorgde voor een akkoord tussen Athene en Boeotië: De Atheense hoplieten mochten vrij terug naar huis, maar Boeotië mocht de Delische Bond, waar het onder Atheense dwang lid van was geworden, verlaten. Door deze regeling, kwamen ook nog andere steden in opstand, zoals Euboea en Megara. Deze opstanden zouden mee de oorzaak vormen voor de latere Peloponnesische Oorlog tegen Sparta.
De nederlaag bij Coronea zou het einde betekenen van het Atheense landimperium. Athene zou wel nog een hele tijd oppermachtig blijven op zee.
- Gemeinsame Normdatei: 1028379625
- Virtual International Authority File: 291584521
- WorldCat: E39PBJxhtHR8rPWYVtxHc8WRrq